# Andy Fairweather-Low
Andrew „Andy“ Fairweather-Low (* 2. srpna 1948 Ystrad Mynach, Hengoed, Wales) je britský kytarista, skladatel a zpěvák. V 60. letech byl spoluzakladatelem popové skupiny Amen Corner. Hrál s The Who (podílel se na albech Who Are You a It's Hard) a Joem Satrianim. Spolupracoval i s umělci jako jsou Rogerem Watersem, Ericem Claptonem a Billem Wymanem. Od 70. let též vydával svá sólová alba. Skupina Budgie zařadila coververzi jeho skladby "I Ain't No Mountain", z alba Spider Jiving, na svém albu z roku 1975 Bandolier.
S Rogerem Watersem hrál Fairweather-Low od roku 1985, kdy účinkoval na jeho severoamerické části turné k albu The Pros and Cons of Hitch Hiking. Podílel se na jeho dvou studiových albech Radio K.A.O.S. (1987; včetně turné) a Amused to Death (1992). S Watersem hrál i na turné In the Flesh (1999–2002) a The Dark Side of the Moon Live (2006–2007). Koncertů The Dark Side of the Moon Live v roce 2008 ani turné The Wall Live (2010–2012) se však již nezúčastnil.

## Sólová diskografie
- Spider Jiving (1974)
- La Booga Rooga (1975)
- Be Bop 'N' Holla (1976)
- Andy Fairweather Low (1976)
- Mega Shebang (1980)
- Sweet Soulful Music (2006)